# Блекфут
 Тази статия е за града в САЩ.  За индианското племе, наричано понякога блекфут, вижте чернокраки.  
Блекфут (на английски: Blackfoot) е град в окръг Бингам, Айдахо, Съединени американски щати, административен център на окръг Бингам. Населението му е 11 899 души (2010 г.). Блекфут е най-големият производител на картофи и е познат като „Картофената столица на света“. В града се намира Картофеният музей на Айдахо (музей и магазин за сувенири, в който е показана историята на картофената индустрия на Айдахо) и е домът на най-големия печен картоф и картофен чипс.
В Блекфут е роден културистът Лари Скот (1938 – 2014).

## История
Градът Блекфут се намира в центъра на окръг Бингам, от южната страна на река Снейк. Градът е обозначен като седалище на окръга от Тринадесетата териториална законодателна наредба на 13 януари 1885 г. Първоначално седалище на окръга е щял да бъде Ийгъл Рок (оригиналното име на водопадите на Айдахо), но вероятно в нощта преди подписването на законодателната уредба, хора от Блекфут подкупили чиновник да изтрие Ийгъл Рок и да напише Блекфут. Наредбата минава без опозиция и е подписана от управляващия. Произходът на това обвинение, написано много години след събитието, е блекфутски вестник, с редактор на име Бърд Трего.
Фредерик С. Стивънс и Джо Уорън били първите официални постоянни бели заселници в окръг Бингам. През 1866 г. Стивънс и Уорън предявили искове в долината на река Снейк близо до днешната локация на Блекфут, където те започнали да отглеждат земеделски култури и животни. Районът представлявал равна и обширна равнина с храсти, която често била посещавана от индианци. За да създаде безопасно място за заселниците, които се страхували от индианците, Уорън оборудвал колибата си с дупки между дървените трупи, през които мъжете можели да наблюдават, докато местните не напуснали мястото.
Когато Северните железници на Юта подписали договори да разширяват на север през Айдахо през 1870 г., някои от заселниците предложили основаването на град на мястото на именията на Шилинг и Люис. Планираният град на име Блекфут (така търговците на козина наричали района) бил близо до гара Корбет, на около миля от река Снейк и на две мили от река Блекфут.
Ветеранът от Гражданската война, Уилям Едуард Уийлър от Върмонт, бил ранен заселник. На 1 юли 1880 Уийлър започнал да публикува вестник, наречен Blackfoot Register (Регистър на Блекфут). Първият брой описвал опериращите бизнеси в Блекфут в деня на публикуването му: „четири магазина за стоки, един магазин за бижута, една конюшня, четири салона, един хотел, един пазар за месо, две ковачници, един бръснарски салон и един склад за дървен материал“. Хенри У. Къртис отворил първата железария през 1885 г.
В първия брой на вестника също бил описан и „канал, който се копаел от река Блекфут, който ще напоява няколко хиляди акра“. Имало план да доведат водата в града, за да могат жителите да отглеждат растения и да засаждат дървета. Целта била постигната през 1886 г., когато Алфред Мойес засадил първите дървета в горната долина на река Снейк, около Съдебната палата на Блекфут. Други последвали примера му и след няколко години оградените с дървета улици на Блекфут имали репутация, заради която градът получил прякора „градът гора“. Правели се екскурзии от околността, за да могат „да си нахранят очите с тази зеленина“, която изглеждала приятно и контрастирала на фона на безкрайните акри сухи сиви храсти.

## География
Блекфут се намира на 43°11′24″N 112°20′46″W (43.190068, -112.346037).
Според Бюрото за преброчване на САЩ градът е с площ 15,72 km2 (6,07 кв. мили), от които 15,10 km2 (5,83 кв. мили) земя и 0.62 km2 (0,24 кв. мили) вода.
Блекфут има полусух климат със студени зими и горещи лета.

## Демография

### Преброяването от 2000 г.
През 2000 г. имало 10 419 души, 3 685 домакинства и 2 682 семейства, живеещи в града. Гъстотата на населението била 743,6 д./km² (1 926,4 д./кв. миля). Имало 3 929 жилищни единици със средна гъстота 280,4 ж.е./km² (726,4 ж.е./кв. миля). Населението било съставено от 86,76% бели, 2,51% индианци, 1,09% азиатци, 0,21% афроамериканци, 0,03% тихоокеански островитяни, 6,33% от други раси и 3,06% от две или повече раси, като испанците и латиноамериканците представлявали 13,17% от популацията.
Имало 3 685 домакинства, от които 38,8% имали деца под 18-годишна възраст, живеещи с тях, 56,9% били женени двойки, живеещи заедно, 11,8% били с жена домакиня без съпруг, 5,6% били с мъж домакин без съпруга и 27,2% били несемейни. 23,7% от всички домакинства били съставени от индивиди, а 10,7% били с човек, живеещ сам, който е на 65 години или повече. Средният размер на едно домакинство бил 2,75, а средният размер на едно семейство бил 3,27.
31,2% от населението били под 18-годишна възраст, 10,9% били от 18 до 24, 25,5% от 25 до 44, 18,9% от 45 до 64 и 13,4% на 65 или повече. Средната възраст била 31 години. На всеки 100 жени имало 96,5 мъже.
Средният доход на едно домакинство бил $33 004, а средният доход на едно семейство бил $36 553. Средният доход на мъжете бил $31 489, а на жените $20 625. Средният доход за града бил $15 529. Около 11,5% от семействата и 14,6% от населението били под прага на бедността, като 22,4% от тях били под 18-годишна възраст и 5,7% на 65 или повече.

### Преброяването от 2010 г.
През 2010 г. имало 11 899 души, 4 229 домакинства и 2 958 семейства, живеещи в града. Гъстотата на населението била 788,0 д./km² (2 041,0 д./кв. миля). Имало 4 547 жилищни единици със средна гъстота 301,1 ж.е./km² (779,9 ж.е./кв. миля). Населението било съставено от 83,1% бели, 3,5% индианци, 1,1% азиатци, 0,3% афроамериканци, 0,2% тихоокеански островитяни, 9,1% от други раси и 2,8% от две или повече раси, като испанците и латиноамериканците представлявали 18,4% от популацията.
Имало 4 229 домакинства, от които 39,3% имали деца под 18-годишна възраст, живеещи с тях, 51,4% били женени двойки, живеещи заедно, 13,0% били с жена домакиня без съпруг, 5,6% били с мъж домакин без съпруга и 30,1% били несемейни. 25,6% от всички домакинства били съставени от индивиди, а 11,2% били с човек, живеещ сам, който е на 65 години или повече. Средният размер на едно домакинство бил 2,74, а средният размер на едно семейство бил 3,31.